# Mame (film)
Mame är en amerikansk musikalfilm från 1974 i regi av Gene Saks.
Filmen bygger på Patrick Dennis roman Auntie Mame.

## Handling
Den föräldralöse Patrick flyttar till sin levnadsglada faster Mame.

## Rollista i urval
- Lucille Ball - Mame Dennis
- Beatrice Arthur - Vera Charles
- Bruce Davison - Patrick Dennis
  - Kirby Furlong - Patrick som ung
- Joyce Van Patten - Sally Cato
- Robert Preston - Beauregard Jackson Pickett Burnside
- Don Porter - mr Upson
- Audrey Christie - mrs Upson
- Jane Connell - Agnes Gooch
- John McGiver - mr Babcock
- Patrick Labyorteaux - Peter